# Wroxham
Wroxham ist ein Dorf und Civil parish in Norfolk. Das Dorf breitet sich auf einer Fläche von 6,21 km² aus und im Jahr 2001 betrug die Einwohnerzahl 1532, verteilt auf 666 Haushalte. Das Dorf befindet sich auf den Norfolk Broads an der Südseite einer Kurve des Flusses Bure. Es liegt an einer Anhöhe über der Bure, zwischen Belaugh im Westen und Wroxham Broad im Südosten. Wroxham liegt etwa 12,8 km nordöstlich von Norwich. Das Dorf ist durch die A1151 mit dieser Stadt verbunden. In der Gegend wird verstärkt Agrarwirtschaft betrieben. Am Fluss erstrecken sich große, feuchte Waldgebiete. Das Dorf gehört zum District Broadland. Die Wroxham Broads, der Fluss, sowie die Umgebung unterliegen der Aufsicht der Broads Authority. An der Nordseite des Bure liegt das Dorf Hoveton, das oft mit Wroxham verwechselt wird.

## Wroxham Bridge
Die Wroxham Bridge wurde im Jahr 1619 aus Ziegeln und Steinen erbaut und ersetzte eine Brücke aus dem Jahr 1576. Diese ersetzte eine noch ältere, jedoch wahrscheinlich aus Holz bestehende Brücke. Sie wird als eine der zwei am schwersten mit dem Boot zu durchquerenden Brücken (neben der von Potter Heigham) beschrieben. An der Brücke befindet sich auf der Seite von Hoveton ein Stationshäuschen, das die Boote beim Passieren für £6 pro Boot unterstützt.

## Wroxham Broad
Wroxham Broad liegt etwa 1,6 km flussabwärts der Wroxham Bridge. Wroxham Broad besitzt eine Fläche von 34,4 Hektar unt eine Durchschnittstiefe von 1,3 Metern. Das Gebiet liegt westlich der Bure, mit zwei durchfahrbaren Öffnungen zwischen Fluss und Broad. Das Gebiet ist bekannt für seinen Segelsport und ist Heimat des Norfolk Broads Yacht Clubs. Zudem ist es auch ein wichtiger Platz für die Tier- und Pflanzenwelt. Zwischen den Jahren 2000 und 2005 wurde die Insel zwischen den zwei Kanälen, die Wroxham Broad mit dem Bure verbinden, erneuert, um der Erosion entgegenzuwirken und die Ökologie zu verbessern. Das Projekt war eine Aktion der Broads Authority, des Norfolk Broads Yacht Clubs und des lokalen Landbesitzers Trafford Estates. Das Unterholz wurde gesäubert und eine Strecke von Sandhügeln aufgeschichtet, die die Rückkehr von Zyperngras, Reet und Binsen ermöglichte. Im Jahr 2005 wurde berichtet, dass sich der Vogelbestand erhöht habe, darunter auch Eisvögel und der seltene Seidensänger, die die Insel als Brutstätte auswählten. Eine große Anzahl von Enten, darunter Tafelenten und Reiherenten, überwinterten in der Nähe. Außerdem gab es eine größere Ausbreitung von Wildblumen und Moorpflanzen, darunter auch Orchideen. Während der Arbeiten im Jahr 2004 stießen die freiwilligen Arbeiter bei Baggerarbeiten auf eine unentdeckte Granate aus dem Zweiten Weltkrieg.

## “Capital of the Broads”
Wroxham wird of als "Capital of the Broads" („Hauptstadt der Broads“) beschrieben und war die erste Anlaufstelle in den Broads für Bootsferien und Ausflüge, vom späten 19. Jahrhundert an, als der Ausbau des Schienennetzes eine leichtere Anreise ermöglichte. Die East Norfolk Railway erreichte Wroxham zwischen 1874 und 1876, und John Loynes begann den ersten Bootsverleih in den Broads in Wroxham. Vorher hatte er bereits im Jahr 1878 in Norwich begonnen.

## Wroxham und Hoveton
Sowohl Wroxham als auch Hoveton besitzen diverse Boots- und Fahrzeugverleihe. Weitere industrielle Einnahmequellen sind das Einwecken von Beerenobst. Wroxham hatte einmal – zum Großteil des 20. Jahrhunderts – ein öffentliches Gebäude (das Schloss in der Norwich Road), ein Postamt und eine Grundschule (in der Church Lane), welche nun jedoch alle geschlossen wurden. Einige kleine Läden gibt es noch in der Norwich Road, und eine kleine öffentliche Bücherei wurde in Nähe der Bridge Broad, ein kleines Gebiet nahe der Brücke von Wroxham, in den 1960er-Jahren erbaut.
Wroxham ist nun beinahe zur Gänze mit Hoveton vereint. Jedes Dorf liegt an einer Seite des Flusses, wobei sich die kommerzielle Aktivität hauptsächlich in Hoveton entwickelt. Das Gebiet rund um die Brücke von Wroxham ist ein lokales Einkaufszentrum, hauptsächlich wegen des Geschäftes Roys of Wroxham. Das Geschäft wurde an dieser Stelle im Jahr 1899 erbaut und ist seit den 1930er-Jahren das größte Geschäft des Dorfes. Roys of Wroxham liegt an der Hoveton-Seite des Flusses, genau wie das Postamt und das Hotel Wroxham. Es scheint, dass der am Fluss gelegene Teil von Hoveton nach der Wroxham Bridge benannt wurde. Dieser Teil ist Geschäftszentrum beider Orte.
Der in Hoveton gelegene, ursprünglich aber „Wroxham Station“ genannte Bahnhof trägt heute den Namen Hoveton and Wroxham Railway Station. Er liegt an der Bittern Line von Norwich nach Cromer und Sheringham und ist Endbahnhof der Schmalspurbahn Bure Valley Railway nach Aylsham.

## Wichtige Gebäude
Die Kirche St. Mary the Virgin steht an der Spitze eines steilen Gefälles am Fluss Bure, erbaut aus Flintstein mit Kalkstein und mit aus Blei bestehenden Dächer. Sie besitzt einen hohen Turm und einen Südeingang, der im 12. Jahrhundert im normannischen Stil erbaut wurde. Er ist blau gebeizt, mit sieben Säulen und drei Schäften, die vom Historiker Nikolaus Pevsner als „barbarisch und prächtig“ beschrieben werden. Die Kirche wurde im Viktorianischen Zeitalter restauriert. Auf dem Kirchenfriedhof befindet sich das Trafford Mausoleum, welches ein mittelalterliches Aussehen hat, aber im Jahr 1831 erbaut wurde. Die Gegend um die Kirche herum ist der historische Kern des Dorfes. Ein Herrenhaus, das aus Ziegelsteine und einem Dach mit Dachpfannen bestand und südöstlich der Kirche steht, besitzt ein Fachwerk, das im Jahr 1623 erbaut wurde. Seine gestufte Giebelwand weist einen dänischen Einfluss auf. Eine aus roten Ziegelsteinen erbaute Hütte aus dem Jahr 1820 grenzt an den Kirchenfriedhof.
Ein weiteres wichtiges Gebäude ist das Keys Hill House, das ca. 1890 durch Edward Boardman, einen Architekten aus Norwich, im Osten der Norwich Road erbaut wurde. Das Landhaus ist im jakobinischen Stil gehalten. Es wurde später als eine Art Altenheim genutzt. Der Schauspieler, Musiker und Produzent George Formby jr. besaß ein Haus namens Heronby am Fluss in Wroxham. Es ist ein strohgedecktes Haus, das im Jahr 1907 an der Beech Road erbaut wurde. In der Nähe ist das Grundstück der Familie Charles, auf dem Mitte der 1920er-Jahre ein Anwesen im georgianischen Stil namens Wroxham House erbaut wurde und im Jahr 1954 stark beschädigt wurde. Näher zur Wroxham Broad im Süden steht ein Ziegelsteinhaus aus dem 18. Jahrhundert, das früher der landbesitzenden Trafford-Familie gehörte, das jetzt jedoch ein Gasthof ist.

## Literarische Bezüge
Der Kinderbuchautor Arthur Ransome aus den 1920er-Jahren besuchte Wroxham in den 1930er-Jahren. In seinem Buch Coot Club (1934) beschrieb er das hektische Treiben auf dem Fluss bei der Wroxham Bridge der vielen Boote, wie eine Jolle, Stocherkähne, Motorboote und Segeljachten.

## Wroxham im Jollengeschäft
Im April 2011 wurde eine Niederlassung des Wherry Yacht Charter Charitable Trust für die Restaurierung von Norfolk Wherrys an der Hartwell Road eröffnet. Die Arbeit begann mit der Restaurierung der Jollen Norada. Restaurierungen der Olive und Hathor sind in den nächsten zwei Jahren geplant. Seit die Boote restauriert wurden, stehen sie für Schul- und Jugendgruppen sowie für private Nutzung zur Verfügung. Ein Drittel der Kosten trug der Heritage Lottery Fund.

## Barton House Railway
Die Barton House Railway ist eine Miniaturdampflokomotive, wovon momentan zwei Stück im Einsatz sind. Sie ist groß genug, um Passagiere zu transportieren. Zudem gibt es auch ein Stellwerk in Originalgröße sowie Signale und ein Museum für Gegenstände aus dem Eisenbahnbereich. Das Museum existiert seit 1963 und liegt in einem Garten an der Flussseite an der Hartwell Road. Es liegt an der Midland and Great Northern Joint Railway, auf dem in East Anglia bis 1947 viele Züge fuhren. Die Barton House Railway wird von Freiwilligen betrieben und erhält Spenden durch Wohltätigkeitsveranstaltungen.